# Så mycket bättre
Så mycket bättre (Schwed.; So viel besser) ist eine schwedische Fernsehshow des Privatsenders TV4, die erstmals 2010 ausgestrahlt wurde.

## Konzept
Das Format stammt aus den Niederlanden, wo es ein Jahr zuvor erstmals unter dem Titel De beste zangers van Nederland ausgestrahlt worden war. Seitdem wurde es auch für Shows in weiteren europäischen Ländern übernommen.
Die Idee der Sendung besteht darin, dass sich sieben bekannte einheimische Musiker aus verschiedenen Genres treffen. Jede der ersten sieben Sendungen jeder Staffel ist jeweils einem Musiker gewidmet, und die anderen sechs Musiker suchen sich eines seiner Lieder aus und interpretieren es neu. In der achten Folge werden dann noch einmal Lieder jedes Musikers meist als Duett gesungen. 2016 wurden die Duette abgeschafft, stattdessen wurde die Folge einem verstorbenen Musiker gewidmet und dessen Songs von den Teilnehmern interpretiert. Seit 2012 gibt es jeweils noch eine neunte Folge mit einem weiteren Treffen der Teilnehmer und einer Rückschau auf die gemeinsam verbrachte Zeit.
Nach dem Erfolg der ersten Staffel im Spätherbst 2010 wurde die Sendung fortgesetzt. Seitdem treffen jedes Jahr sieben andere Musiker in Burgsvik im Süden der Insel Gotland im Sommer zusammen und nehmen die Lieder auf. Ausgestrahlt werden die Folgen von Oktober bis Dezember desselben Jahres im wöchentlichen Rhythmus. Im Anschluss an jede Sendung werden die Coverversionen veröffentlicht und zum Verkauf bzw. Streaming bereitgestellt, wodurch sich der Erfolg der Show auch in den schwedischen Charts widerspiegelt.

## Staffelhöhepunkte
Die erste Staffel der schwedischen Ausgabe erreichte im Schnitt 1,5 Millionen Zuschauer. Der musikalische Durchbruch der Show kam in der dritten Folge, als die Dancepop-Sängerin September den Song Mikrofonkåt sang, der mehr als zehn Jahre zuvor ein kleinerer Erfolg des Rappers Petter gewesen war. Ihre Version stieg auf Platz 1 der schwedischen Charts ein und blieb dort elf Wochen. Daneben waren vor allem Petter selbst und Plura, Sänger der Rockband Eldkvarn, in den Charts erfolgreich.
Für die zweite Staffel im Jahr darauf konnten dann noch prominentere Musiker gewonnen werden. Die Zuschauerzahlen stiegen auf bis zu 1,9 Millionen und in den Charts waren die Sängerin Laleh und der Rapper Timbuktu erfolgreich. Die dritte Staffel überstieg sogar einmal die 2-Millionen-Marke. Star war der Popsänger Darin, der fünf Lieder in die Charts brachte, davon En apa som liknar dig – im Original von Olle Ljungström – auf Platz 1. Miss Li, Magnus Uggla und Maja Ivarsson von The Sounds waren ebenfalls erfolgreich. Ab dieser Staffel gab es noch ein zusätzliches neuntes Treffen der Musiker, obwohl es beim Zuschauerinteresse immer deutlich hinter den Hauptfolgen zurückblieb.
In der vierten Staffel ragte Agnes Carlsson mit vier Charterfolgen heraus, darunter die Top-10-Platzierung mit En så'n karl im Original von Lill Lindfors nach der Auftaktsendung. Mit 1,9 Millionen Zuschauern war sie auch populärsten, insgesamt gingen die TV-Quoten gegenüber den beiden Vorjahren etwas zurück. Titiyo und der Rapper Ken Ring erreichten ebenfalls noch Chartplatzierungen. Runde 5 begann am 18. Oktober 2014 mit einem neuen Einschaltrekord: Fast 2,2 Millionen Zuseher hatte die Folge mit Liedern von Rocksänger Ola Salo und seiner Band The Ark. Die Coverversionen waren für drei der sieben Chartplatzierungen der Staffel verantwortlich. Die beste Platzierung erreichte aber ein Song von Orup in der englischen Version von Amanda Jenssen mit dem Titel When We Dig for Gold in the USA mit Position 4. Orup, Carola Häggkvist und Johan Karlsson waren ebenfalls in den Charts erfolgreich. Die Folge mit seinen Songs fand mit 1,2 Millionen Zuschauern eher wenig Zuspruch, im Schnitt blieb die Quote zum Vorjahr aber konstant.
Ebenso im Jahr darauf, aber mit weniger Schwankungen. Mit dem Durchbruch des Musikstreamings und der Erweiterung der Charts auf 100 Plätze im Jahr 2015 waren Charterfolge noch einfacher. So waren diesmal 17 Lieder erfolgreich, darunter alle 6 Lieder aus Folge 1 mit Niklas-Strömstedt-Liedern. Miriam Bryant brachte alle ihre 6 Coverversionen unter die Top 15 der Charts, mit Allt jag behöver von Lisa Nilsson erreichte sie Platz 2, aber auch alle anderen Teilnehmer hatten mindestens eine Chartplatzierung.
Im siebten Jahr konnte die Serie weiterhin auf eine feste Zuschauerschaft von im Schnitt 1,6 Millionen bauen. Es waren erneut alle Teilnehmer auch in den Charts erfolgreich, sogar noch ein Lied mehr als im Vorjahr kam in die Charts. Dies lag aber auch daran, dass statt einer Duettfolge im achten Teil alle Teilnehmer Lieder des verstorbenen Musikers Ted Gärdestad sangen. Jill Johnson erreichte mit der englischen Version Open Your Heart eines Tommy-Nilsson-Songs Platz 2 in den Sverigetopplistan und bekam Gold.
Erfolgreicher war nur Danny Saucedo mit dem von der Popsängerin Little Jinder stammenden Lied Super 8. Er erreichte ebenfalls Platz 2 und sogar Platin. Sechs seiner sieben Beiträge kamen in die Charts. Und erstmals wurden auch Alben jedes Teilnehmers mit ihren Beiträgen veröffentlicht, das von Saucedo erreichte Platz 1 und blieb fast eineinhalb Jahre in den Albumcharts.
2017 gab es dann aber einen kleinen Einbruch, die Zuschauerzahlen lagen nur zweimal über 1,5 Millionen, von den 12 Chartsongs kam keiner in die Top 10. Sabina Ddumba erreichte mit Vågorna, im Original von Uno Svenningsson, Platz 19 und war mit 5 Charteintritten am erfolgreichsten. Ihr Staffelalbum erreichte Platz 10. Folge 8 war diesmal dem früher im selben Jahr verstorbenen Dansbandsänger Sven-Erik Magnusson gewidmet. 2018 gingen die Quoten weiter zurück und blieben auch in der Spitze unter 1,7 Millionen. Nur 8 Songs kamen in die Charts.
Albin Lee Meldau, der erst kurz vor Start der neunten Staffel sein Debütalbum veröffentlicht hatte, war mit vier Charteinsteigern – seinen ersten vier Singlechartsplatzierungen überhaupt – am erfolgreichsten. Sein Album kam aber nicht über Platz 24 hinaus. Den größten Singlehit hatte der Rapper Stor mit Säga mig, das auf Platz 4 kam. Das Original von Linnea Henriksson hatte im Vorjahr nur Platz 56 erreicht. Die Gedenkfolge war in diesem Jahr der Jazzsängerin Monica Zetterlund gewidmet.

## Staffeln

### Erste Staffel
Die erste Staffel wurde vom 23. Oktober bis zum 11. Dezember 2010 in acht Teilen ausgestrahlt. Teilnehmer waren Lasse Berghagen, Lill-Babs, Petter, Thomas Di Leva, September, Christer Sandelin und Plura Jonsson.

### Zweite Staffel
Die zweite Staffel wurde vom 29. Oktober bis zum 17. Dezember 2011 in acht Teilen ausgestrahlt. Teilnehmer waren Lena Philipsson, Tomas Ledin, Eva Dahlgren, Mikael Wiehe, Timbuktu, Laleh und E-Type.

### Dritte Staffel
Die dritte Staffel wurde vom 27. Oktober bis zum 25. Dezember 2012 in neun Teilen ausgestrahlt. Teilnehmer waren Darin, Miss Li, Maja Ivarsson (The Sounds), Olle Ljungström, Magnus Uggla, Pugh Rogefeldt und Sylvia Vrethammar.

### Vierte Staffel
Die vierte Staffel wurde vom 26. Oktober bis zum 14. Dezember 2013 in acht Teilen ausgestrahlt. Teilnehmer waren Agnes, Ulf Dageby, Lill Lindfors, Ebbot Lundberg (The Soundtrack of Our Lives), Bo Sundström, Titiyo und Ken Ring.

### Fünfte Staffel
Die fünfte Staffel wurde vom 18. Oktober bis 25. Dezember 2014 in neun Teilen ausgestrahlt. Teilnehmer waren Amanda Jenssen, Orup, Ola Salo, Carola Häggkvist, Kajsa Grytt, Love Antell und Johan T. Karlsson (Familjen).

### Sechste Staffel
Die sechste Staffel wurde vom 17. Oktober bis 12. Dezember 2015 in neun Teilen ausgestrahlt. Teilnehmer waren Andreas Kleerup, Ison och Fille, Jenny Berggren, Lisa Nilsson, Miriam Bryant, Niklas Strömstedt und Sven-Bertil Taube.

### Siebte Staffel
Die siebte Staffel wurde vom 22. Oktober bis 17. Dezember 2016 in neun Teilen ausgestrahlt. Teilnehmer waren Danny Saucedo, Freddie Wadling, Jill Johnson, Lisa Ekdahl, Little Jinder, Magnus Carlson und Tommy Nilsson.

### Achte Staffel
Die achte Staffel wurde vom 21. Oktober bis 16. Dezember 2017 in neun Teilen ausgestrahlt. Teilnehmer waren Eric Saade, Icona Pop, Kikki Danielsson, Moneybrother, Sabina Ddumba, Tomas Andersson Wij und Uno Svenningsson.

### Neunte Staffel
Die neunte Staffel wurde vom 20. Oktober bis 15. Dezember 2018 in neun Teilen ausgestrahlt. Teilnehmer waren Albin Lee Meldau, Charlotte Perrelli, Christer Sjögren, Eric Gadd, Linnea Henriksson, Louise Hoffsten und Stor.

### Zehnte Staffel
Die zehnte Staffel wurde vom 19. Oktober bis 7. Dezember 2019 in acht Teilen ausgestrahlt. Es handelte sich hierbei um eine Sonderstaffel zu Ehren des zehnjährigen Jubiläums der Sendung, in der Künstler aus vergangenen Staffeln zurückkehrten. Teilnehmer waren Carola Häggkvist, Danny Saucedo, Ebbot Lundberg, Jill Johnson, Little Jinder, Magnus Carlson, Magnus Uggla, Miss Li, Niklas Strömstedt, Orup, Petra Marklund, Petter, Timbuktu und Titiyo.

### Elfte Staffel
Die elfte Staffel wurde vom 24. Oktober bis 19. Dezember 2020 in acht Teilen ausgestrahlt. Teilnehmer waren Ana Diaz, Benjamin Ingrosso, Helen Sjöholm, Jakob Hellman, Lili & Sussie, Lisa Nilsson, Loreen, Markus Krunegård, Newkid, Plura Jonsson, Silvana Imam, Tommy Körberg und Tove Styrke.

### Zwölfte Staffel
Die zwölfte Staffel wurde vom 30. Oktober bis 18. Dezember 2021 in acht Teilen ausgestrahlt. Teilnehmer waren Andreas Mattsson, Casper Janebrink, Cherrie, Daniel Adams-Ray, Gustaf Norén & Viktor Norén, Harpo, Marie Nilsson Lind, Maxida Märak, Monica Mac, Peter Jöback und Siw Malmkvist.

### Dreizehnte Staffel
Die dreizehnte Staffel wurde vom 22. Oktober bis 17. Dezember 2022 in acht Teilen ausgestrahlt. Teilnehmer waren Albin Lee Meldau, Anna Ternheim, Anne-Lie Rydé, Daniela Rathana, Darin, John Engelbert, Måns Zelmerlöw, Maja Francis, Molly Hammar, Nordman, Norlie & KKV und Olle Jönsson.

### Vierzehnte Staffel
Die vierzehnte Staffel wurde vom 28. Oktober bis 17. Dezember 2023 in acht Teilen ausgestrahlt. Teilnehmer waren Ellen Krauss, Mapei, Peg Parnevik, Jonathan Johansson, Pär Wiksten, Dogge Doggelito, Eagle-Eye Cherry, Lasse Holm, Sanne Salomonsen, Staffan Hellstrand, Marit Bergman und Omar Rudberg.

### Fünfzehnte Staffel
Die fünfzehnte Staffel wurde vom 4. Oktober bis 22. November 2024 in acht Teilen ausgestrahlt. Teilnehmer waren Alba August, Andreas Lundstedt, Peo Thyrén, Simon Superti, Seinabo Sey, Per Persson, Arja Saijonmaa, Louise Lennartsson, Dregen, Sophie Zelmani und Kerstin Ljungström.